# Шень, Александр Ханиевич
Александр Ханиевич Шень (род. 31 декабря 1958, Москва) — российский и французский математик, учёный в области информатики, педагог, популяризатор науки.

## Биография
Родился в еврейско-китайской семье. Родители — выпускники Московского станкоинструментального института (1956). Отец, Хань Хань Шень, вскоре после рождения сына вернулся в Китай, а когда ребёнку было пять лет, родители расстались — мать вернулась в Москву, отец больше связи с семьёй не поддерживал (сын с ним увиделся лишь в 1995 году). Пока родители жили в Китае, оставался в Москве с бабушкой, затем воспитывался матерью Маргаритой Фридриховной Бокгольд (род. 1933), научным работником, одним из авторов справочника «Общемашиностроительные нормативы режимов резания» в 2 томах (М.: Машиностроение, 1991), и бабушкой — Софией Семёновной Розенблюм, скрипачкой в оркестре Всесоюзного радиокомитета под управлением С. П. Горчакова. Прадед — Семён Герасимович Розенблюм (1868—1936), выпускник строительного факультета Высшего технического училища в Берлине, был управляющим фабрики и акционерного общества «Днепровская бумагопрядильная и ткацкая мануфактура» в Дубровно, автор брошюры «Дело о погроме в Орше».
Учился в Центральной музыкальной школе при Московской консерватории, а с седьмого класса — во 2-й московской средней школе. Окончил механико-математический факультет Московского университета (1979), затем аспирантуру там же (1982).
Совместно с С. Л. Табачниковым писал сценарии для радиокружкa Сигма — образовательной программы для школьников на всесоюзном радио, выходившей с 1981 по 1984 год.
Диссертацию кандидата физико-математических наук по теме «Алгоритмические варианты понятия энтропии» защитил в 1985 году под руководством В. А. Успенского. С 1977 года работал учителем математики 91-й московской школы, с 1982 года — 57-й математической средней школы, научным сотрудником Института проблем передачи информации РАН. В 1979—1982 годах преподавал в подпольном Еврейском народном университете. Преподавал в Независимом Московском университете. Являлся сотрудником лаборатории фундаментальной информатики в Марселе.
Старший научный сотрудник LIRMM CNRS (лаборатории Национального центра научных исследований Франции в Монпелье). В 2019 году стал ассоциированным сотрудником международной лаборатории теоретической информатики Высшей школы экономики. Кроме того, входит в состав академического совета образовательной программы «Прикладная математика и информатика» и руководит специализацией «Теоретическая информатика».
Основные труды в области колмогоровской сложности, информатики. Опубликовал также пособия по преподаванию математики, популярные книги по математике, программированию и астрономии для учащихся, ряд учебников.

## Книги
- I. M. Gelfand, A. Shen. Algebra. — Birkhäuser, 1993, 1995, 2000, 2002, 2003, 2004, 2013.
- А. Шень. Программирование: теоремы и задачи Архивная копия от 27 ноября 2020 на Wayback Machine. — М.: МЦНМО, 1995, 2004 и 2007.
- А. К. Звонкин, А. Г. Кулаков, С. К. Ландо, А. Л. Семёнов, А. Х. Шень. Алгоритмика 5—7 классы. Учебник-задачник. — М.: МЦНМО, 1996.
- A. Shen. Algorithms and Programming: Problems and Solutions. — Birkhäuser, 1997, 2008; Springer, 2009.
- И. М. Гельфанд, А. Х. Шень. Алгебра. — М.: МЦНМО, 1998, 2009.
- Китаев А. Ю., Шень А. Х., Вялый М. Н. Классические и квантовые вычисления Архивная копия от 9 июля 2021 на Wayback Machine. — М.: МЦНМО, 1999. 192 с.
- А. Шень. Задачи по математике, предлагавшиеся ученикам математического класса 57 школы (выпуск 2000 года, класс В). — М.: МЦНМО, 2000.
- Н. К. Верещагин, А. Х. Шень. Лекции по математической логике и теории алгоритмов. Часть 1: Начала теории множеств. Часть 2: Языки и исчисления. Часть 3: Вычислимые функции. — М.: МЦНМО, 2000—2012.
- A. Kitaev, M. Vyalyi, A. Shen. Classical and quantum computations. — American Mathematical Society, RI, 2002.
- N. Vereshchagin, A. Shen. Computable functions. — American Mathematical Society, 2003.
- А. Шень. Математическая индукция. — М.: МЦНМО, 2005, 2006 и 2007.
- А. Шень. Логарифм и экспонента. — М.: МЦНМО, 2005 и 2008.
- А. Шень. Простые и составные числа. — М.: МЦНМО, 2005 и 2008.
- А. Шень. Игры и стратегии с точки зрения математики. — М.: МЦНМО, 2007 и 2008.
- А. Шень. Вероятность: примеры и задачи. — М.: МЦНМО, 2007 и 2008.
- А. Шень. Космография. — М.: МЦНМО, 2009.
- Н. К. Верещагин, В. А. Успенский, А. Х. Шень. Колмогоровская сложность и алгоритмическая случайность. — М.: МЦНМО, 2013.